# Моторная единица
Моторная единица (МЕ), Двигательная единица (ДЕ) является функциональной единицей скелетной мышцы. МЕ включает в себя группу мышечных волокон и иннервирующий их мотонейрон. Число мышечных волокон, входящих в состав одной МЕ, варьирует в разных мышцах. Например, там, где требуется тонкий контроль движений (в пальцах или в мышцах глаза), МЕ небольшие, они содержат не более 30 волокон. А в икроножной мышце, где тонкий контроль не нужен, в МЕ насчитывается более 1000 мышечных волокон.

## Типы моторных единиц
Моторные единицы одной мышцы могут быть разными. В зависимости от скорости сокращения моторные единицы разделяют на медленные/slow (S-МЕ) и быстрые/fast (F-МЕ). А F-МЕ в свою очередь делят по устойчивости к утомлению на быстроутомляемые/fast-fatigable (FF-МЕ) и устойчивые к утомлению/fast-fatigue-resistant (FR-МЕ).
Соответствующим образом подразделяют иннервирующие данные МЕ мотонейроны. Существуют S-мотонейроны(S-МН), FF-мотонейроны (F-МН) и FR -мотонейроны(FR-МН). S- МЕ характеризуются высоким содержанием белка миоглобина, который способен связывать кислород (О2). Мышцы, преимущественно состоящие из МЕ этого типа, за их темно-красный цвет называются красными. Красные мышцы выполняют функцию поддержания позы человека. Предельное утомление таких мышц наступает очень медленно, а восстановление функций происходит наоборот, очень быстро.
Такая способность обуславливается наличием миоглобина и большого числа митохондрий. МЕ красных мышц, как правило, содержат большое количество мышечных волокон. FR-МЕ составляют мышцы, способные выполнять быстрые сокращения без заметного утомления. Волокна FR-ME содержат большое количество митохондрий и способны образовывать АТФ путём окислительного фосфорилирования.
Как правило, число волокон в FF-ME меньше, чем в S-ME. Волокна FF-ME характеризуются меньшим содержанием митохондрий, чем в FR-ME, а также тем, что АТФ в них образуется за счет гликолиза. В них отсутствует миоглобин, поэтому мышцы, состоящие из МЕ этого типа, называют белыми. Белые мышцы развивают сильное и быстрое сокращение, но довольно быстро утомляются.

## Рефлекс на растяжение
При растяжение мышцы первыми возбуждаются S-MH, но частота их разряда невелика (5—10 имп./с). По мере растяжения мышцы частота подачи импульсов S-MH растет и достигает 40—50 имп./с. При таком растяжении в работу включаются FR-MH. При подключении одной FR-MЕ сила возрастает примерно в 10 раз. Если растяжение продолжается, начинают импульсировать FF-MH , а значит подключаются FF-ME, каждая из которых дает прирост силы еще в 4—5 раз.
Зависимость силы, которую развивает мышца от степени её растяжения или от длины называют мышечной характеристикой, которую можно отобразить на графике в виде кривой.

## Мотонейронный пул
Мотонейроны, иннервирующие одну мышцу, составляют общий мотонейронный пул. В одном мотонейронном пуле могут находиться мотонейроны разных размеров. Крупные мотонейроны, имеющие толстые аксоны и множество коллатералей, взаимодействующие с большим числом мышечных волокон содержатся в крупных МЕ. Такие МЕ характеризуются высокой скоростью проведения возбуждения, при этом имеют низкую возбудимость и генерируют высокую частоту нервных импульсов (20—50 имп./с).
Более мелкие МЕ включают в себя МН небольших размеров, имеющие медленнопроводящие тонкие аксоны и взаимодействующие с небольшим числом мышечных волокон. Крупные МН возбуждается только при больших нагрузках на мышцу, а мелкие МН могут включаться в работу при небольших мышечных усилиях.

## «Принцип величины» Хеннемана
Увеличение нагрузки вызывает возбуждение различных типов МН в соответствии с их размерами. Порядок вовлечение новых МН, таким образом, как правило, одинаков практически при любом виде сокращения: сначала в процесс вовлекаются МН меньшего размера, затем большего. Такую закономерность в 1956 году Эдвуд Хеннеман описал как «принцип величины».
Еще до Хенемана ряд ученых описали некоторые положения этой закономерности. В частности, Денни-Броун и Эдриан Бронк, году исследовали принципы работы мышечной единицы. В 1929 они предположили, что есть два способа, с помощью которых нервная система может управлять сокращением мышц:
- увеличение частоты подаваемых импульсов
- увеличение количества вовлеченных в процесс сокращения МН.

В 1938 году Денни-Броун и Пеннибекер привели основные положения принципа величины в отношении МЕ, в отличие от Хеннемана, который сначала говорил только о МН, связывая порядок их вовлечения в работу с их размерами.

## Способы объяснения «принципа величины»
С физической точки зрения, принцип Хеннемана можно объяснить тем, что у разных МН разное входное сопротивление. У небольших МН меньше площадь мембраны, а значит выше входное сопротивление.
Интересен способ измерения входного сопротивления. Его измеряют так: вводят микроэлектрод в клетку, пропускают через него ток и смотрят, как сильно изменился мембранный потенциал. Одинаковые синапсы в разных МН создают одинаковые синаптические токи, поскольку сопротивление самого синапса гораздо больше, чем входное сопротивление МН. У маленьких МН эти токи будут вызывать больший сдвиг мембранного потенциала и более сильную мембранную деполяризацию. Таким образом, сначала в работу включаются более мелкие МН.
Другая гипотеза, которая активно обсуждалась исследователями, объясняла «принцип величины», в связи с афферентами аI. Предполагалось, что афференты аI дают больше синаптических окончаний на маленьких МН и эти окончания лежат ближе к соме, а значит и эффективность синапсов выше. В процессе исследования этой идеи было получено множество количественных данных о связи мышечных афферентов и МН . Выяснилось, что одиночный афферент аI дает в пуле МН данной мышцы около 10 веточек, а каждая коллатераль образует до 200 синапсов, то есть всего афферент аI дает до 2000 синапсов. Например, в МН пуле трицепса 500—700 МН. На один МН в среднем приходится 2-4 синапса от одного афферентного волокна а I. С одним МН контактирует только одна коллатераль. Менделл и Хеннеман показали, что один афферент дает свои окончания достаточно диффузно по всему пулу, оканчиваясь на 90 % всех его МН и на 50 % мышцы синергиста. Таким образом можно предполагать, что вход от мышечных афферентов распределен по МН достаточно равномерно, так что именно собственные свойства МН определяют порядок их вовлечения.

## Нарушения «принципа величины»
Изначально предполагалось, что принцип величины работает при увеличивающемся изометрическом сокращении. Изометрическое сокращение — это сокращение мышцы без изменения её длины. Мышца сокращается изометрически при совершении статической работы. (Например, вы упираетесь плечом в стену, но сдвинуть её не можете.) Но мышечное сокращение не всегда является изометрическим (есть ещё изотоническое и ауксоническое). Даже в тех мышцах, на примере которых можно изучать изометрическое сокращение, одна и та же моторная единица может иметь разные пороги для активации (вовлечения) следующего своего звена для сгибания и разгибания. Такие замечания, которые часто обозначаются как «задания специфического ответа мотонейронов» (Ericksson et al., 1984), описали действие жевательного мускула человека (English, 1985) и подтвердили, что не все моторные единицы задействованы во время мышечного сокращения.
Идея о том, что существуют отдельные группы мотонейронов, отвечающие по-разному на какое-либо направленное движение, является исключением из «принципа величины» как для мышц челюсти, так и для мышц конечностей. До некоторого времени предполагалось что в зависимости от типа движения включается одна или другая моторная единица, однако позже было доказано, что это на самом деле две мышцы с двумя мотонейронными пулами, то есть эта мышца находится в процессе разделения на две различные. Весьма убедительный пример был приведён новозеландским неврологом Дереком Денни-Броуном, который в 1949 году показал, что при «хватательном» движении кисти в мышце flexor profundus digitorum моторные единицы включаются в одном порядке, а при «сгибательном» движении — в другом порядке.
Так же был проведён ряд экспериментов на интактных и децеребрированных кошках.
Сначала в 1970 году группа ученых (Берк, Янковская, Тен Бруггенкате) в ходе своих исследований обнаружили что FF и FR мотонейроны могут быть полисинаптически возбуждены входами от низкопороговых кожных афферентов, а S-мотонейроны наоборот могут быть теми же входами заторможены. При этом возбуждающий постсинаптический потенциал (ВПСП) на F-мотонейронах является дисинаптическим, а на S-мотонейронах трисинаптическим (Иллерт и др. 1976). В 1982 году было показано что этот эффект вызывается моторной корой и красным ядром (см. Головной мозг) (Burke, 1982)

## Рефлекс «отряхивания лапы»
Затем был открыт рефлекс, являющийся примером ситуации, когда необходимо включить только быстрые моторные единицы, без использования медленных. Это натуральный спинальный рефлекс «встряхивания лапы». Этот рефлекс сохраняется у спинальных кошек, и естественно присутствует у особей с интактной нервной системой. «Встряхивание» наблюдается у интактной кошки, когда та наступит лапой в воду. Следовательно, за запуск данного рефлекса отвечают низкопороговые кожные афференты подушечек лапы. В этом рефлексе не задействован soleus («медленная» мышца голени см. Нога, время сокращения 20-25 мс), а работает только gastrocnemius («быстрая» мышца голени, время сокращения 80 мс). Частота отряхивания лапы очень велика, настолько (10-12Гц), что исключает возможность задействования медленных моторных единиц.
В 1980 году Д.Смит (Д.Смит и др. Дж. физиол. 1980) в своей работе «Быстрые экстензоры голеностопа во время встряхивания лапы: их избирательное вовлечение» описал изучение солиуса и гастрокнемиуса кошки в трёх состояниях (стояние, ходьба, прыжки). Оказалось, что обе эти мышцы работают вместе во всех трёх случаях. То же было показано для быстрых и медленных мышц-разгибателей передних конечностей. Оказалось, что несмотря на то, что солиус является медленной мышцей, это нисколько не мешает при быстрых движениях (галоп, прыжки). И опять же Смит и др. попытались найти такое движение, которое было бы слишком быстрым для солиуса. Солиус способен развить усилие за 80 мс (время разгибания сустава при прыжке на 1 м = 130—150 мс). Смит также обнаружил что частота встряхивания лапы близка по частоте к тремору (10-13 раз в сек), следовательно, при таком быстром движении солиус молчит. Однако, если частота чесания приближается к 120—150 мс солиус работает (!), как и при прыжке.
В 1999 г. учёными из Атланты (Коп и Соколов) было доказано, что для медиальной и латеральной головок гастрокнемиуса «принцип величины Хеннемана» вполне применим и значительно облегчает координацию работы различных мышц. При этом они исследовали применения этого принципа к пулам мотонейронов мышц, коактивирующихся (такое движение, при котором мышца-антагонист или группа мышц всё же частично активны, когда начальная мышечная активность исчерпалась. Например, трицепс частично активен, когда бицепс совершает какие-либо маневры, а квадрицепс частично активизирован, когда активен гамстринг) в этом конкретном движении.